# Softball-Bundesliga 2025
Die deutsche Softball-Bundesliga 2025 ist die 27. Spielzeit der Softball-Bundesliga. Die reguläre Spielzeit begann am 12. April und wird am 10. August enden. Als Titelverteidiger gehen die Wesseling Vermins in die Saison. Durch den Aufstieg der NSF Berlin Ravens in die Nordstaffel blieb trotz des Rückzuges der Mannheim Tornados aus der Südstaffel die Anzahl der Mannschaften auf 13.

## Reguläre Saison
Die reguläre Saison wird als Rundenturnier ausgetragen, wobei zwei in der Nord- bzw. vier Runden in der Süd-Staffel gespielt werden. An jedem Spieltag werden zwei Spiele als Doubleheader ausgetragen. Somit haben die Mannschaften in der Nordstaffel 28, die in der Südstaffel 24 Saisonspiele.

## Teilnehmer
Folgende 13 Teams nehmen, getrennt in die beiden Divisionen Nord und Süd, an der Saison 2025 teil.
| Division Nord | Division Nord          | Division Süd | Division Süd           |
| ------------- | ---------------------- | ------------ | ---------------------- |
|               | Bonn Capitals          |              | Guggenberger Legionäre |
|               | Wesseling Vermins      |              | Freising Grizzlies     |
|               | Hamburg Knights        |              | Stuttgart Reds         |
|               | Neunkirchen Nightmares |              | Tübingen Hawks         |
|               | Cologne Cardinals      |              | Karlsruhe Cougars      |
|               | Ratingen Goose Necks   |              |                        |
|               | SCC Berlin Challengers |              |                        |
|               | NSF Berlin Ravens      |              |                        |

## Reguläre Saison

### 1. Bundesliga Nord
| Pl | Team | Team                   | W  | L  | Pct  | GB |
| -- | ---- | ---------------------- | -- | -- | ---- | -- |
| 1  |      | Bonn Capitals          | 27 | 1  | .964 | 0  |
| 2  |      | Wesseling Vermins      | 25 | 3  | .893 | 2  |
| 3  |      | Cologne Cardinals      | 15 | 13 | .536 | 12 |
| 4  |      | Neunkirchen Nightmares | 14 | 14 | .500 | 13 |
| 5  |      | Ratingen Goose Necks   | 9  | 19 | .321 | 18 |
| 6  |      | Hamburg Knights        | 9  | 19 | .321 | 18 |
| 7  |      | NSF Berlin Ravens      | 8  | 20 | .286 | 19 |
| 8  |      | SCC Berlin Challengers | 5  | 23 | 179  | 22 |

### 1. Bundesliga Süd
| Pl | Team | Team                   | W  | L  | Pct  | GB |
| -- | ---- | ---------------------- | -- | -- | ---- | -- |
| 1  |      | Stuttgart Reds         | 23 | 1  | .958 | 0  |
| 2  |      | Freising Grizzlies     | 14 | 10 | 583  | 9  |
| 4  |      | Guggenberger Legionäre | 11 | 13 | 458  | 12 |
| 3  |      | Tübingen Hawks         | 11 | 13 | .458 | 12 |
| 6  |      | Karlsruhe Cougars      | 1  | 23 | .042 | 22 |

 Stand: 14. August 2025 